# مين (مقاطعة ماراثون)
مين، مقاطعة ماراثون (بالإنجليزية: Maine, Marathon County, Wisconsin)‏ هي بلدة تقع بولاية ويسكونسن في الولايات المتحدة. تبلغ مساحتها 109.8 (كم²)، وترتفع عن سطح البحر 388 م، بلغ عدد سكانها 2337 نسمة في عام 2010 حسب إحصاء مكتب تعداد الولايات المتحدة .

## وصلات خارجية
- townofmaine.com
- The US50 - Cities and Towns in Wisconsin State
- Wisconsin Cities and Towns, Facts, Map, Flag, Colleges, Government, and More